# Huncowski Szczyt
Huncowski Szczyt (słow. Huncovský štít, niem. Hunsdorfer Spitze, węg. Hunfalvi-csúcs) – szczyt o wysokości 2352 lub 2351 m n.p.m. w krótkiej południowo-wschodniej grani odchodzącej od Kieżmarskiego Szczytu (Kežmarský štít). Jest najdalej na wschód wysuniętym wysokim szczytem tatrzańskim. Od Małej Kieżmarskiej Czubki – najbliższego wzniesienia w masywie Kieżmarskiego Szczytu – oddziela go Huncowska Przełęcz (Huncovské sedlo).

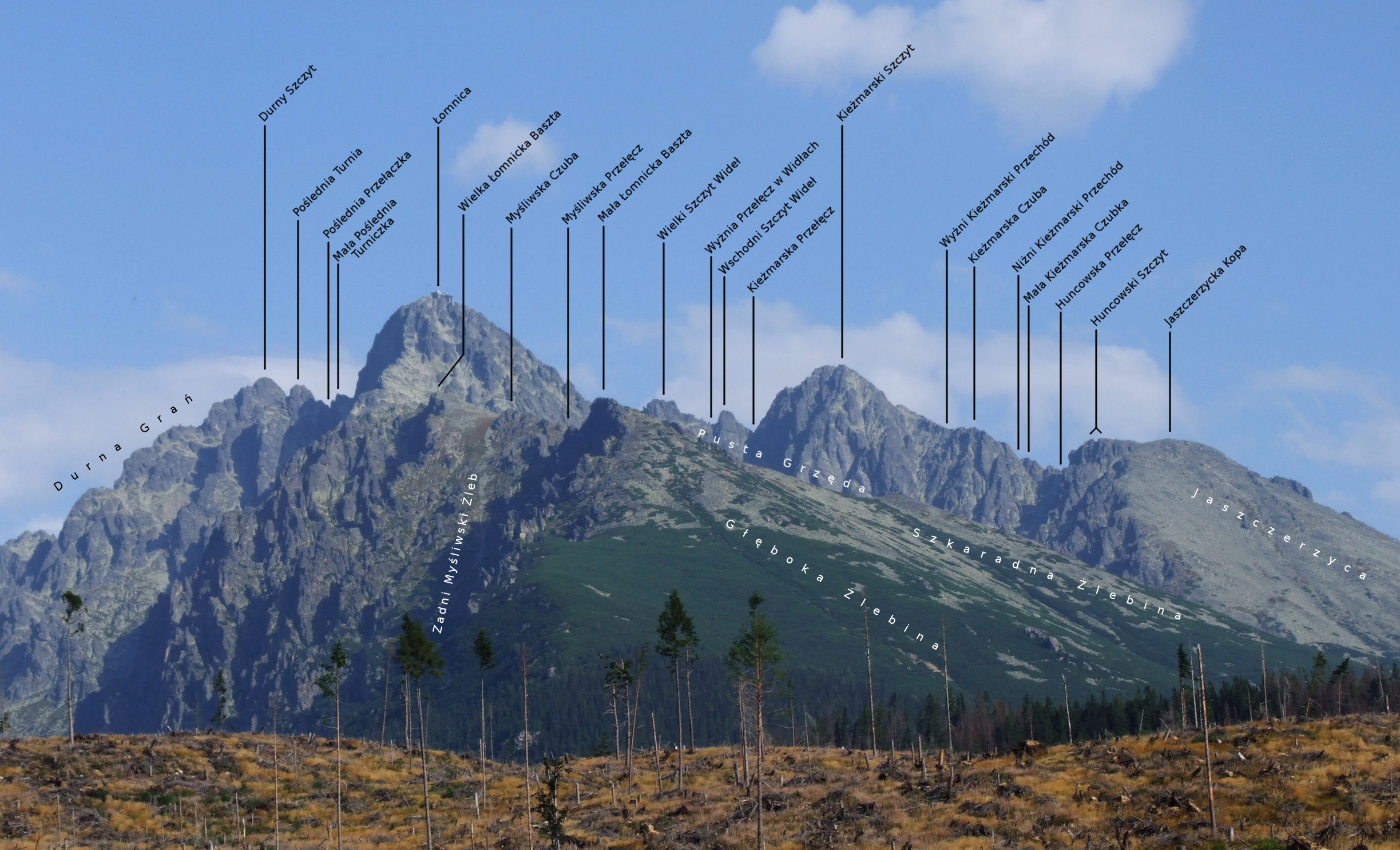
Huncowski Szczyt wśród podpisanych obiektów

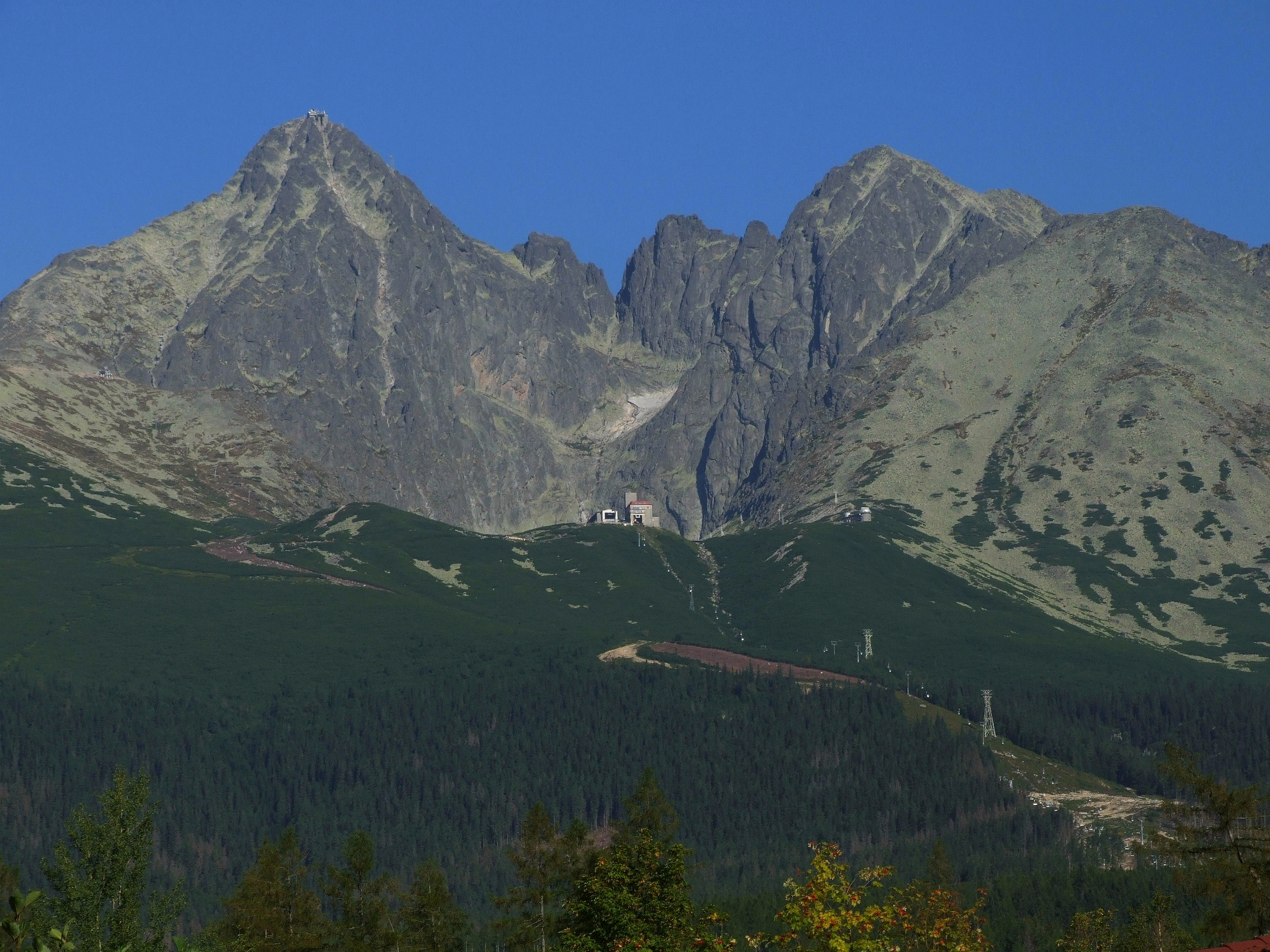
Od lewej: Łomnica, Widły, Kieżmarski Szczyt i Huncowski Szczyt

Huncowski Szczyt ma dwa prawie jednakowej wysokości wierzchołki, rozdzielone przez Huncowską Szczerbinę (Huncovská štrbina). Nieco wyższy jest wierzchołek północno-zachodni, natomiast szersze widoki rozpościerają się z południowo-wschodniego. Masyw wznosi się ponad Doliną Łomnicką na południowym zachodzie i Świstówką Huncowską – górnym piętrem Doliny Huncowskiej – na północnym wschodzie. Szeroki trójkątny stok opadający na południowy wschód ma charakter piarżysty i jest nazywany Jaszczerzycą. Zbocza te są pokryte gołoborzem powstałym w wyniku przyspieszonego wietrzenia skał w pobliżu lodowca (tzw. wietrzenie peryglacjalne). Prowadzi przez nie czerwony szlak na Rakuski Przechód. Przedłużeniem Jaszczerzycy jest rozległa Huncowska Ubocz. Porasta ją las z naturalną górną granicą i interesującymi dla badaczy drzewostanami modrzewiowymi (1550–1630 m).
Stok opadający w stronę Świstówki Huncowskiej jest szeroki i trawiasto-piarżysto-skalisty. Wyróżnia się w nim wyraźny żleb, zanikający w pobliżu północno-zachodniego wierzchołka masywu. W kierunku wschodnio-północno-wschodnim z wierzchołka południowo-wschodniego opada grań stanowiąca orograficznie prawe ograniczenie Świstówki Huncowskiej. Na południe od niej znajduje się wybitny żleb, z drugiej strony otoczony wschodnią grzędą masywu wyodrębniającą się na północnym skraju Jaszczerzycy. To zbocze na południowym zachodzie ogranicza z kolei długa piarżysta grzęda opadająca w stronę Łomnickiego Stawu, łącząca się ze wschodnią w kulminacji nazywanej Jaszczerzycką Kopą. Na stronę Doliny Łomnickiej opadają natomiast z Huncowskiego Szczytu ściana południowa skierowana w stronę Lejkowego Kotła oraz niższa ściana południowo-zachodnia kończąca się w środkowych fragmentach żlebu spadającego z Huncowskiej Przełęczy. W lewej części ściany południowej wyodrębnia się wybitny filar, w dolnej części którego tkwi Huncowska Baszta.
Na szczyt można wejść tylko z uprawnionym przewodnikiem. Najdogodniejsze drogi prowadzą na niego granią od Huncowskiej Przełęczy oraz południowo-wschodnią grzędą od Łomnickiego Stawu. Najciekawszy dla taterników jest lewy filar południowej ściany.
Pierwsze odnotowane wejścia:
- latem – Ferenc Dénes, ok. 1895 r.,
- zimą – Günter Oskar Dyhrenfurth, Alfred Martin, 8 marca 1906 r.[4]

Widoki ze szczytu są stosunkowo ograniczone, ale ciekawie wyglądają stąd urwiska w masywach Kieżmarskiego Szczytu i Łomnicy.
Nazwa Huncowskiego Szczytu pochodzi od wsi Huncowce, wcześniej stosowano ją w odniesieniu do Kieżmarskiego Szczytu. Na panoramie Georga Buchholtza juniora (1717–19) masyw Kieżmarskiego Szczytu był podpisany jako Hunnisvillense Cacumen. Później w druku pojawiały się warianty Hundsdorffer Spitzen (Johann Heinrich Zedler, 1733) i Hundsdorfer Spitze (Ludwik Zejszner i Ludwik Pietrusiński przed 1850).

## Szlaki turystyczne
– znakowana czerwono Magistrala Tatrzańska z Doliny Łomnickiej przez Huncowską Ubocz na Rakuski Przechód, z przełęczy w dół nad Zielony Staw Kieżmarski.
- Czas przejścia od Schroniska Łomnickiego na Rakuski Przechód: 1:20 h w obie strony
- Czas przejścia z przełęczy do schroniska nad Zielonym Stawem: 45 min, ↑ 1:35 h